# 帕特尔纳
帕特尔纳，是西班牙巴伦西亚自治区巴伦西亚省的一个市镇。总面积36平方公里，总人口46974人（2001年），人口密度1305人/平方公里。